# RisiKo!
RisiKo! è la variante italiana del gioco da tavolo di strategia Risk.
Il gioco si svolge su una mappa mondiale suddivisa in territori occupati da armate militari. Lo scopo è il raggiungimento di un obiettivo predefinito, segreto e diverso per ciascun giocatore, che può consistere nella conquista di un certo numero di territori, nella conquista di due o più continenti o nell'annientamento di un giocatore avversario. I combattimenti tra territori avvengono con il lancio di dadi.

## Storia
La prima edizione italiana di Risk è del 1968, pubblicata dall'editore Giochiclub di Milano, che distribuiva i giochi di varie ditte europee e miscelò le caratteristiche di varie versioni europee; il nome Risiko era quello dell'edizione tedesca, le regole erano quasi identiche alla versione francese, con alcuni appunti nel manuale ripresi dall'edizione angloamericana, le pedine erano di legno. Come nella prima edizione francese, già in questa versione venivano usati 3 dadi in difesa, inoltre la distribuzione iniziale delle forze era maggiormente casuale e squilibrata e si riceveva una carta a inizio turno oltre a quella ottenibile con le conquiste.
Nel 1973 Giochiclub pubblica una nuova edizione con le stesse regole, ma introduce le celebri pedine di plastica a forma di carro armato, più delle pedine a forma di mitragliatrice per rappresentare 10 armate.
Nel 1977 Editrice Giochi diventa il distributore esclusivo di RisiKo! e rinnova l'edizione adottando nuove regole, tra cui le carte obiettivo (prima c'era l'unico obiettivo di conquistare il mondo), il planisfero ottocentesco dell'edizione statunitense (ma con un confine Medio Oriente-Egitto unico della versione italiana, nonché un nuovo disegno del confine tra India, Cina e Medio Oriente), la distribuzione casuale dei territori iniziali e la distribuzione equilibrata delle armate iniziali già presenti nelle edizioni europee. Inoltre viene introdotta la bandierina come pedina da 10 armate.
Nel 1997 il Risiko! classico si aggiorna con una nuova versione che include anche l'edizione torneo. Tale versione resterà invariata per 20 anni fino alla versione successiva del 2017.
Nel 2016 Spin Master acquisisce l'intera libreria di giochi in scatola detenuta da Editrice Giochi. L'accordo include anche la cessione del marchio Editrice Giochi. Le modifiche al gioco da parte della nuova ditta canadese vengono apportate a partire dal 2017 con l'uscita di RisiKo! Time Attack, che introduce, in una nuova veste grafica, la modalità per una partita più veloce.
Nel 2022 viene introdotto Risiko! Antartide, la prima espansione del gioco originale che presenta la possibilità di unire alla vecchia plancia un'altra mappa che include un settimo continente. La plancia sul retro invece introduce una modalità di gioco per 2 giocatori, prima volta nella storia di Risiko!, per la conquista dell'Antartide.

## Caratteristiche

### La plancia

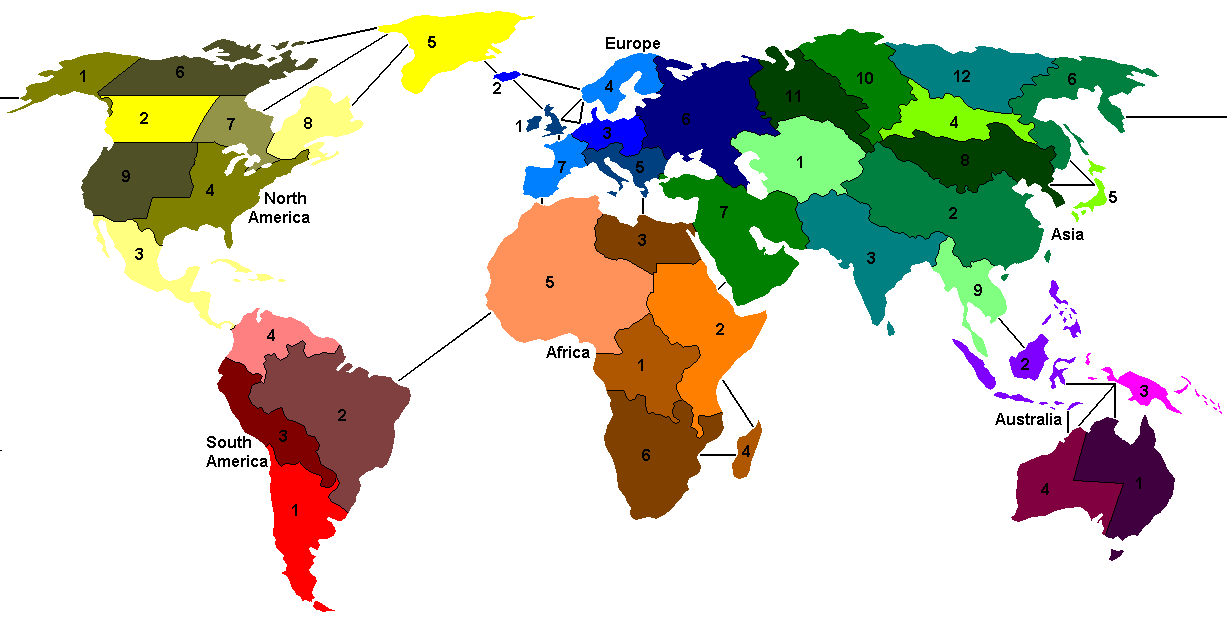
Plancia del RisiKo

La plancia su cui si sviluppa una partita di RisiKo! rappresenta il mondo suddiviso in 42 territori (44 con la versione Antartide) raggruppati in 6 continenti (7 con la versione Antartide). In dettaglio:
| Continente                             | N° territori | Territori |
| -------------------------------------- | ------------ | --- |
| Nord America                           | 9            | 1) Alaska, 2) Alberta, 3) America Centrale, 4) Stati Uniti Orientali, 5) Groenlandia, 6) Territori del Nord Ovest, 7) Ontario, 8) Quebec e 9) Stati Uniti Occidentali |
| Sud America                            | 4            | 1) Argentina, 2) Brasile, 3) Perù e 4) Venezuela |
| Europa                                 | 7            | 1) Gran Bretagna, 2) Islanda, 3) Europa Settentrionale, 4) Scandinavia, 5) Europa Meridionale, 6) Ucraina e 7)Europa Occidentale                                      |
| Africa                                 | 6            | 1) Congo, 2) Africa Orientale, 3) Egitto, 4) Madagascar, 5) Africa del Nord e 6) Africa meridionale                                                                   |
| Asia                                   | 12           | 1) Afghanistan, 2) Cina, 3) India, 4) Čita, 5) Giappone, 6) Kamchatka, 7) Medio Oriente, 8) Mongolia, 9) Siam 10) Siberia, 11) Urali e 12) Jacuzia                    |
| Oceania                                | 4            | 1) Australia Orientale, 2) Indonesia, 3) Nuova Guinea e 4) Australia Occidentale                                                                                      |
| Antartide (solo con Risiko! Antartide) | 2            | 1) Antartide Occidentale, 2) Antartide Orientale |

Ciascun territorio è rappresentato da una carta dei Territori, all'inizio della partita queste carte vengono distribuite tra i giocatori che prendono possesso dei territori assegnati loro dalle carte. Durante le partite un giocatore può conquistare un territorio posseduto da un altro giocatore attaccandolo con le proprie armate. È possibile attaccare un territorio solo da un territorio con esso confinante, nello scontro saranno coinvolte le armate del territorio da cui si sferra l'attacco e le armate del territorio attaccato.

### Le armate

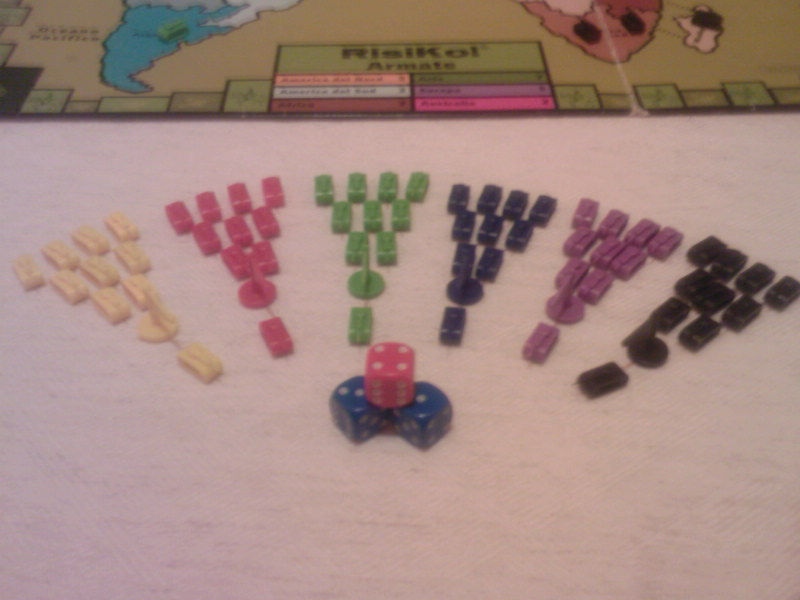
Le armate di RisiKo! sono disponibili in sei colori: Giallo, Rosso, Verde, Blu, Viola e Nero.

Ciascun giocatore comanda un gruppo di armate, identificate tramite il colore dei carri armati, con cui occupa i territori del tabellone, attacca i territori occupati dagli altri giocatori e si difende dagli attacchi.
Una armata è rappresentata da un carro armato del colore del giocatore (esistono le armate blu, rosse, gialle, nere, verdi e viola), ciascun giocatore riceve un certo numero di armate all'inizio della partita (dipendente dal numero di giocatori) e può aggiungere altre armate quando è il suo turno di gioco.
Il numero di armate iniziali sono:
- 35 se i giocatori sono 3;
- 30 se i giocatori sono 4;
- 25 se i giocatori sono 5;
- 20 se i giocatori sono 6.

### Gli obiettivi
All'inizio della partita ciascun giocatore riceve una carta scelta a caso degli Obiettivi; su questa carta viene riportato lo scopo del giocatore.
Se un obiettivo viene realizzato la partita finisce e il giocatore che lo ha raggiunto ha vinto. L'obiettivo deve essere mantenuto segreto per evitare che gli altri giocatori conoscendolo facciano di tutto per evitare che sia raggiunto; quasi sempre l'effetto sorpresa è fondamentale per vincere la partita.
I possibili obiettivi sono (versione originale):
- Conquistare 18 territori presidiandoli con almeno due armate ciascuno;
- Conquistare 24 territori;
- Conquistare la totalità del Nord America e dell'Africa;
- Conquistare la totalità del Nord America e dell'Oceania;
- Conquistare la totalità dell'Asia e del Sud America;
- Conquistare la totalità dell'Asia e dell'Africa;
- Conquistare la totalità dell'Europa, del Sud America e di un terzo continente a scelta;
- Conquistare la totalità dell'Europa, dell'Oceania e di un terzo continente a scelta;
- Distruggere completamente l'armata di un certo colore (ogni carta degli Obiettivi di questo tipo esplicita il colore). Se l'obiettivo è impossibile da raggiungere, ossia se l'armata non è presente nel gioco, o se l'armata che andrebbe distrutta è la propria, o se il giocatore che possiede l'armata viene eliminato da un altro giocatore, l'obiettivo diventa conquistare 24 territori.

Nella versione torneo, quella adottata in tutti i tornei ufficiali, esistono 16 obiettivi, differenti tra loro, che rappresentano graficamente i territori da conquistare per vincere la partita. Tutti e 16 gli obiettivi hanno in comune il numero dei confini (86) che si ottengono dalla sommatoria dei confini degli stati raffigurati. Es: Cina 7 confini + Siam 3 confini, fino ad arrivare a 86 confini. In tutti gli obiettivi gli stati da conquistare sono confinanti tra di loro via terra o via mare (seguendo la linea tratteggiata che li unisce).

### Le carte territorio
Ciascuna delle 42 carte dei Territori (44 carte con Risiko! Antartide) oltre a rappresentare un territorio del tabellone ha nella parte alta il simbolo della cavalleria (cavaliere), della fanteria (fante) o dell'artiglieria (cannone). Inoltre al mazzo vengono aggiunte due carte jolly rappresentanti tutti e tre i simboli. Combinando tre di queste carte è possibile fare il cambio e ottenere un certo numero di armate di rinforzo a seconda del tris:
- tre cannoni = 4 armate nella versione originale; 8 armate versione torneo;
- tre fanti = 6 armate nella versione originale; 8 armate versione torneo;
- tre cavalieri = 8 armate;
- un cannone, un fante e un cavaliere = 10 armate;
- il jolly + 2 cannoni, 2 fanti o 2 cavalieri = 12 armate (il jolly non è un generico sostituto di un'altra carta).

Inoltre se il giocatore, nel momento in cui dichiara le carte, occupa il territorio raffigurato sulle stesse, ha diritto a 2 armate aggiuntive per ogni territorio occupato.
Il tris deve essere dichiarato all'inizio del turno, prima di effettuare qualsiasi operazione.
Da notare che nel Regolamento Tornei Ufficiali (RTU), le combinazioni con tre cannoni, tre fanti e tre cavalieri, hanno tutte il valore di 8 armate.

## Le regole
Le regole del gioco sono variate nel tempo a seconda della versione pubblicata nei vari paesi del mondo. Ma mentre le regole nel resto del mondo si sono in buona parte uniformate in due gruppi (europee e americane, ciascuna adottata anche come variante dell'altra), quelle del RisiKo! italiano continuano a differire da quelle europee per alcuni aspetti, di seguito descritti. L'aspetto più rilevante è che il difensore può mettere in campo 3 dadi, ottenendo un deciso vantaggio nelle grandi battaglie, mentre nelle regole statunitensi già dal 1959 era specificato che si potevano utilizzare un massimo di 5 dadi per combattimento, 3 in attacco e 2 in difesa sebbene nella scatola per comodità fossero forniti 6 dadi.

### Esempi dei dadi
Attacco:   
Difesa:   
Dadi a sinistra: Attacco 6 > Difesa 5: l'attacco vince, la difesa perde un'armata;
Dadi al centro: Attacco 4 ≤ Difesa 5: la difesa vince, l'attacco perde un'armata;
Dadi a destra: Attacco 2 > Difesa 1: l'attacco vince, la difesa perde un'armata;
Totale: l'attaccante perde un'armata, il difensore ne perde due.
Attacco:   
Difesa:   
L'attaccante perde due armate, il difensore ne perde una.
Attacco:   
Difesa: 
L'attaccante perde un'armata.
Attacco:  
Difesa:   
L'attaccante perde un'armata, il difensore ne perde una.

## Le fasi della partita
Il gioco si svolge a turno, normalmente parte il giocatore che ha ottenuto il numero più alto in un lancio preliminare dei dadi. Ogni turno di gioco conta di tre fasi: il rinforzo, l'attacco e lo spostamento strategico.
Quando un giocatore decide di terminare la propria fase di attacco si ferma e passa il turno al giocatore alla propria destra.

### La fase di rinforzo
All'inizio di ogni turno di gioco il giocatore effettua un rinforzo aggiungendo nuove armate per sostituire quelle che sono andate perse nei combattimenti o per potenziare il proprio esercito, e devono essere piazzate liberamente sui propri territori nella misura meglio desiderata dal giocatore.
Esistono 3 modi per ottenere armate di rinforzo.
a) A ogni turno di gioco è possibile aggiungere tante armate quanto è il risultato della divisione intera del numero di territori occupati diviso tre. Ad esempio se si occupano 9 territori si ha diritto a 3 armate di rinforzo, se si posseggono 8 territori si ha diritto a 2 armate di rinforzo. Si arrotonda sempre per difetto.
b) Quando si possiede la totalità di un continente si ha diritto a un numero di armate di rinforzo dipendente dal continente posseduto secondo il seguente schema:
- Asia = 7 armate di rinforzo;
- Nord America = 5 armate di rinforzo;
- Europa = 5 armate di rinforzo;
- Africa = 3 armate di rinforzo;
- Sud America = 2 armate di rinforzo;
- Oceania = 2 armate di rinforzo.
- Antartide = 2 armate di rinforzo (solo con Risiko! Antartide).

c) Usando le carte ottenute in seguito alle conquiste di territori formando un tris con una delle combinazioni possibili, facendo quindi una dichiarazione di gioco.
A partire dal 2017 con l'uscita di RisiKo! Time Attack, è possibile, decidendolo prima dell'inizio, se adottare la Regola speciale rinforzi, ossia durante la fase dei rinforzi, si aggiungerà un'armata a quelle spettanti al giocatore di turno. Per esempio se il giocatore ha diritto al suo turno a 4 armate, ne riceverebbe 5. L'armata supplementare si aggiunge anche nel caso in cui un giocatore non abbia diritto a ricevere alcuna armata, perché rimasto con meno di tre territori.

### La fase di attacco
Terminata la fase di rinforzo il giocatore può sferrare un attacco da un suo territorio a un territorio confinante nemico. Nell'attacco vengono coinvolte tutte le armate dei due territori in conflitto e può terminare per i seguenti motivi:
- il territorio attaccato viene conquistato dall'attaccante ossia tutte le armate che difendono il territorio vengono annientate. In questo caso l'attaccante sposterà nel territorio conquistato un numero di armate almeno pari a quelle che hanno partecipato alla battaglia durante l'ultimo lancio di dadi; può avanzare con tutte le armate a disposizione,  tuttavia è obbligatorio lasciare sempre almeno una armata su ogni territorio conquistato;
- il territorio attaccante rimane con una sola armata, in questo caso l'attacco deve essere sospeso in quanto, nel caso di vittoria, l'attaccante non avrà armate con cui occupare entrambi i territori;
- l'attaccante decide deliberatamente di sospendere l'attacco.

Durante il proprio turno di gioco il giocatore può effettuare quanti attacchi vuole contro qualsiasi territorio confinante e contro qualsiasi giocatore avversario.
L'attacco è composto da una serie di singoli scontri che avvengono utilizzando due gruppi di tre dadi denominati dadi di attacco (rossi) e dadi di difesa (azzurri). L'attaccante dichiara l'attacco indicando i due stati coinvolti; poi attaccante e difensore dichiarano il numero di armate che intendono utilizzare. L'attaccante getta un numero di dadi pari al numero di armate presenti nel territorio da cui attacca meno uno, fino a un massimo di tre. Quindi l'attaccato getta un numero di dadi pari alle armate, con cui aveva precedentemente dichiarato di usare per difendersi, presenti nel territorio attaccato fino a un massimo di tre. A questo punto vengono confrontati i dadi, il valore più alto dell'attaccante verrà confrontato con il valore più alto dell'attaccato, il secondo con il secondo e il terzo con il terzo (ovviamente solo nel caso che entrambi i giocatori abbiano tirato 3 dadi, in caso contrario il confronto si fermerà prima). Se il valore dell'attaccante supera quello dell'attaccato, una armata in difesa è annientata e quindi viene tolta dal tabellone, se invece il valore dell'attaccante è inferiore o uguale, sarà un'armata in attacco a essere eliminata. A questo punto l'attacco può essere terminato oppure l'attaccante può decidere di effettuare un altro scontro.
Da notare che nel Regolamento Tornei Ufficiali (RTU), nella fase di attacco un attaccante non può mai sferrare un attacco se il numero dei dadi che può lanciare è inferiore a quello del difensore.

### Lo spostamento strategico e la pesca della carta dai territori
Al termine della fase di attacco è possibile effettuare uno ed un solo spostamento di un numero a piacere di armate tra un territorio e un territorio confinante. Prima di passare il turno se si è conquistato almeno un territorio avversario, il giocatore pesca dal mazzo dei Territori una carta. Queste carte serviranno poi nei turni successivi per effettuare una dichiarazione delle carte.

### La vittoria e le condizioni
Prima di iniziare la partita i giocatori devono decidere se intendono terminare la partita nel modo tradizionale, oppure, a partire dal 2017 con l'uscita di RisiKo! Time Attack, secondo il metodo time attack.
- Il modo tradizionale, solitamente più lungo relativamente alla sua durata temporale, si conclude con il raggiungimento, da parte del giocatore vincitore, dell'obiettivo indicato sulla carta obiettivo segreto pescata all'inizio del gioco.
- Il metodo time attack, che dovrebbe portare ad una partita più veloce, comporta la decisione da parte dei giocatori di terminare la partita entro un limite preciso di tempo, oppure sulla base delle carte territori giocate.

Nel primo caso, allo scadere del tempo prefissato, è necessario completare il giro di gioco, in modo che tutti abbiano potuto giocare lo stesso numero di turni. Va specificato in questo primo caso, una particolare situazione che potrebbe accadere: Se un giocatore distrugge le armate di un giocatore che abbia scelto come obiettivo quello di distruggere le sue stesse armate, se il giocatore vincente decide di cambiare l’obiettivo con quello dello sconfitto, egli vince la partita dopo aver atteso che tutti abbiamo svolto il proprio turno. Nel secondo caso, la partita terminerà quando il mazzo territori si esaurisce per una o più volte (a discrezione dei giocatori, con decisione da prendere prima di iniziare a giocare). Nel momento in cui viene pescata l'ultima carta, e dopo aver mischiato le carte, parte l'ultimo giro che si concluderà con il turno del giocatore che ha preso l'ultima carta. Dopo aver mischiato per la prima volta le carte, se stiamo giocando con il metodo time attack, l'eliminazione di un giocatore comporta in tutti i casi l'immediata fine della partita.
Alla fine della partita con il metodo time attack, se nessuno è riuscito a raggiungere l'obiettivo segreto, la vittoria andrà al giocatore che controllerà il maggior numero di punti vittoria (indicati su ogni territorio), risultato della somma dei territori sotto il suo controllo. In caso di parità vincerà il giocatore con il maggior numero di armate in campo. Nel caso estremo di ulteriore partita, si procede ad un giro supplementare, nel quale potranno giocare solo i giocatori ancora in parità .
Anche successivamente all'uscita di RisiKo! Time Attack, ossia al 2017, nei tornei ufficiali si continua ad utilizzare il Regolamento Tornei Ufficiali (RTU) del RisiKo! Challenge, che utilizza un metodo di finale diverso rispetto a quelli sopra indicati e che limita la durata del gioco. Secondo l'RTU, nel momento finale in cui scade il tempo, normalmente fissato a 90 minuti, si prosegue, se nessuno ha raggiunto il suo obiettivo segreto, con il metodo della sdadata. Quando scade il tempo, allora ci troviamo nel penultimo giro e quello successivo è l'ultimo. Al termine dell'ultimo giro inizia la sdadata. L'ultimo giocatore del turno, prima di passare eventualmente al giocatore successivo, lancia due dadi e se il punteggio è uguale o inferiore a 4 (si dice chiusura al 4), ha sdadato e la partita si chiude istantaneamente. Questa procedura viene ripetuta ad ogni turno e fino alla fine del giro e ad ogni giro completo il valore della sdadata viene alzato di un punto, fino ad arrivare a 7. Questo fino a quando un giocatore non sdada, ossia non chiude la partita, con una sola eccezione: se un giocatore conquista nel corso del suo turno più di due territori, allora non lancerà i dadi per verificare la chiusura della partita e la partita proseguirà con il turno del giocatore successivo fino alla chiusura in sdadata. Naturalmente, la partita può comunque concludersi in qualsiasi momento se un giocatore raggiungerà il proprio obiettivo segreto. Se la partita non si conclude con il raggiungimento dell'obiettivo, anche con la chiusura in sdadata, la vittoria viene determinata dal punteggio ottenuto da ogni giocatore, in funzione dei territori occupati facenti parte dell'obiettivo segreto, in caso di parità si considerano i valori anche dei territori occupati dai giocatori al di fuori dell'obiettivo.

## Edizioni e versioni successive

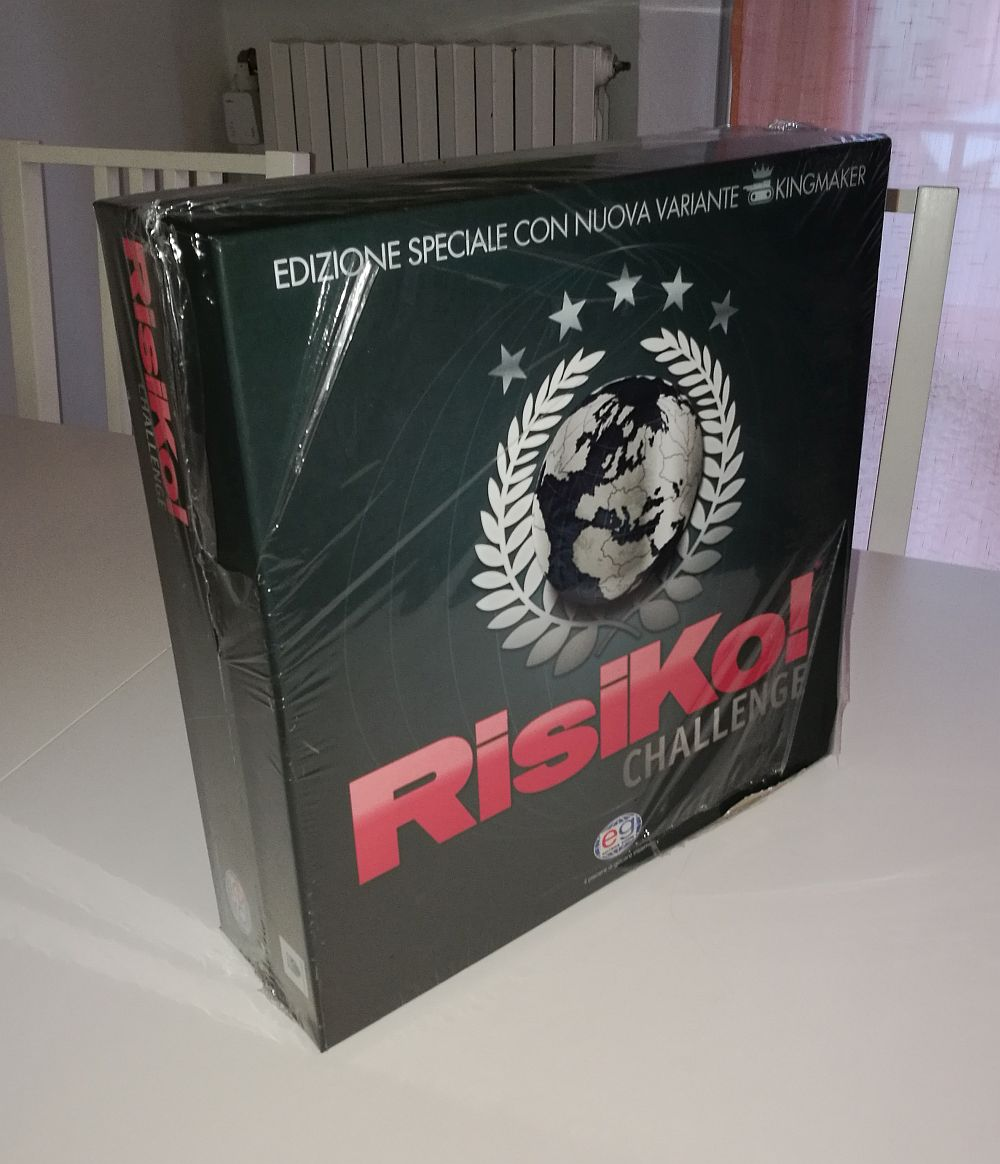
Scatola del Risiko! Challenge; versione utilizzata per disputare i tornei ufficiali del gioco.

Dal 1986 ne sono state pubblicate ulteriori versioni, come ad esempio:
- RisiKo! più (1986)[10]
- FutuRisiko! (1992)[11]
- RisiKo! Edizione torneo (1993)[12]
- RisiKard! (1996)[13]
- RisiKo! Prestige (1998)[14]
- RisiKo! Digital (2002)
- RisiKo! Master (2002)[15]
- SPQRisiKo! (2005)[16]
- RisiKo! Digital 2 (2006)
- RisiKo! Junior - Le Cronache di Narnia (2006) [17]
- RisiKo! Junior (2009)[18]
- RisiKo! Challenge (2010)[19]
- RisiKo! Digital 3 (2012)
- RisiKo! Sturmtruppen (2012)[20]
- RisiKo! Time Attack (2017)[21]
- RisiKo! Z (2017)[22]
- RisiKo! Batman DC (2021)[23]
- RisiKo! Antartide (2022)[24]
- RisiKo! Napoli (2022)[25]
- RisiKo! Oceano (2024)[26]
- RisiKo! Deluxe (2024)
- RisiKo! Alleanze Segrete (2025)

### FutuRisiKo!
Lanciata nel 1992, questa versione a differenza del RisiKo! ha una plancia suddivisa in meno territori continentali, sono presenti differenti tipi di unità come sottomarini ed aeroplani e l'unico obiettivo per ogni giocatore è l'occupazione di 20 territori.
La plancia è suddivisa in 36 territori e 8 aree di mare. I territori sono contraddistinti da un nome scritto in nero e da una grande città; sono separati da un confine rosso. Le aree di mare sono contraddistinte da un nome scritto di bianco, e sono delimitate da un confine tratteggiato di bianco. Alcuni territori separati da brevi tratti di mare sono collegati da linee nere, che possono essere attraversate dalle armate terrestri.

### RisiKo! Edizione torneo
È fondamentalmente uguale alla versione tradizionale di RisiKo!, da cui si distingue per le seguenti caratteristiche: tabellone graficamente più curato; maggior numero di carri armati disponibili per ogni colore; carro armato di dimensioni maggiori equivalente a 5 carri armati piccoli; possibilità di scegliere tra "obiettivi tradizionali" e "obiettivi torneo", ma giocabile fino a un massimo di 5 giocatori.
La presenza degli "obiettivi torneo" rappresenta l'unica differenza strategica (e non semplicemente grafica) rispetto alla versione tradizionale. Lo scopo di questi obiettivi è quello di poter assegnare la vittoria ai punti (punteggio tecnico) nel caso in cui nessun giocatore riesca a portare a termine l'obiettivo assegnatogli. Il punteggio finale per ogni giocatore è dato dalla somma totale dei confini degli stati in obiettivo. Ad esempio per i seguenti 3 stati in obiettivo - Cina (7 punti), Europa Settentrionale (5 punti) e India (3 punti) - il giocatore riceve 15 punti.
In caso di parità al termine del tempo prefissato la vittoria viene assegnata al giocatore col maggior numero di punti fuori obiettivo.
Da notare che la versione ufficiale da torneo di Risiko! è, a partire dal 2010, quella in cui si utilizza il Regolamento Tornei Ufficiali (RTU) presente in RisiKo! Challenge.

### RisiKo! Challenge
Una versione è stata pubblicata nel 2010 pensata soprattutto per i tornei. Giocabile da 3 a 5 giocatori (con i colori rosso, verde, nero, blu e giallo), offre una particolare modalità di gioco detta King Maker. Dal punto di vista del materiale abbiamo scatole di metallo quali contenitori per le armate in luogo delle bustine di plastica, all'interno ci sono 130 armate divise in 70 segnalini di unità di carri, 8 carri armati più grossi (che valgono 5 unità di carri), oltre a 2 bandierine (che valgono 10 unità di carri) e un lancia-dadi in plastica.
Questa versione di Risiko! è particolarmente importante in quanto viene utilizzata per disputare i tornei ufficiali del gioco ed al suo interno è presente il Regolamento Tornei Ufficiali (RTU), regolamento ancora valido attualmente nei tornei ufficiali, anche dopo il 2017 in cui esce RisiKo! Time Attack . Nel RTU viene introdotto anche il finale con la sdadata.

### SPQRisiKo!
Questa versione di RisiKo!  del 2005 è ambientata nel periodo della cosiddetta anarchia militare del III secolo, all'epoca ogni giocatore interpreta un generale romano impegnato nella lotta per la presa del potere, alla testa delle sue legioni.
Per quanto concerne i giocatori, il numero minimo è da 3 a 5; se il numero massimo non viene raggiunto è necessario, per regolamento, inserire le pedine dei giocatori "assenti" nella ripartizione dei territori, a mo' di fazioni neutrali: con esse si dovrà pertanto combattere, per la conquista dei territori che occupano.
La plancia di gioco, suddivisa in 45 province e 12 aree di mare, è rappresentata da una mappa dell'Europa mediterranea, comprendente il Nordafrica, il Medio Oriente e la Britannia meridionale, ovvero l'estensione dell'Impero romano durante l'epoca di Diocleziano.
L'ambientazione rende chiaramente doverosa una rivisitazione delle pedine, di due tipologie: legionari (unità terrestri) e triremi (unità marittime, utilizzabili per battaglie navali o per sbarchi di truppe di fanteria); vengono eliminati i ponti marittimi. Anche le carte sono diverse: sono sempre 4 ma raffigurano un'arena, una trireme, un vessillo e un legionario.
Il gioco si basa su un sistema di punti, assegnati all'inizio di ogni turno, che portano alla vittoria di un giocatore. I punti vittoria sono compresi tra 1 a 60 e si possono ottenere:
1. controllo del maggior numero di aree di mare (grazie alle navi);
2. maggior numero di province;
3. possesso di un insieme di 4 o più province confinanti tra di loro, non separate da un'area di mare (impero);
4. per ogni centro di potere (arena) detenuto dal giocatore;

Un'altra differenza molto importante è quella degli obiettivi, che non ci sono: per vincere si devono accumulare punti vittoria, dei punti che si guadagnano solo se l'impero soddisfa determinate condizioni.
Anche il modo di prendere i rinforzi è diverso. Al contrario del RisiKo! originale in cui, possedendo solo uno o due territori non si ha diritto a nuove armate, in SPQRisiKo! con 1 o 2 territori si prende un'armata, da 3 a 11 si ricevono 3 armate e da 12 in poi si ricevono come nel classico RisiKo! (numero dei territori diviso tre e arrotondato per difetto).

### RisiKo! Antartide
Nel 2022, in occasione dei 45 anni dal lancio del gioco, è stata introdotta la prima espansione del Risiko! classico con l'aggiunta di un settimo continente: l'Antartide. Esso presenta per la prima volta una plancia per un sistema di gioco per 2 persone e una plancia sul retro che funge da vera e propria estensione al gioco originale con appunto l'Antartide che rappresenta un ponte tra territori e continenti fino ad ora lontani quali Sud America, Africa e Oceania.